# Шапочкин, Александр Иванович
Александр Иванович Шапочкин (род. 13 июня 1955; РСФСР, СССР, Россия — 3 октября 2021; Лыткарино, Московская область) — советский и российский лётчик, техник. Неоднократный участник чемпионатов стран и городов по самолётному спорту (авиаралли). Мастер спорта России. Тренер спортивной сборной команды Российской Федерации на чемпионатах мира по авиаралли.

## Биография
Закончил Калужское авиационно-техническое училище ДОСААФ и получил диплом техника-механика по специальности «Техническая эксплуатация самолётов и авиадвигателей», а также прошёл курсы летчика-инструктора по специальности «Летная эксплуатация летательных аппаратов».
Погиб 3 октября 2021 года по причине авиакатастрофы. На борту вертолёта, за штурвалом которого был Шапочкин, было ещё два человека, брат и сестра. Падение произошло в лесу под Лыткарино Московской области. Весь экипаж погиб.

## Соревнования
- Чемпионат авиаралли (Люберцы, документ подписан Министром спорта Российской Федерации), 2018[3].
- Чемпионат Центрального Федерального Округа по авиаралли, проходивший на аэродроме «Северка» под руководством Федерации авиации общего назначения России (победа команды в спортивном классе), 2013[5].
- Чемпионат России по авиаралли (победа команды в спортивном классе)[1].

## Авиакатастрофа
3 октября 2021 года в 19:41 по МСК поступила информация о том, что в лесополосе в населенном пункте ЗИЛ-городок (Детский городок ЗИЛ) городского округа Лыткарино при выполнении учебно-тренировочного полета потерпел крушение лёгкомоторный вертолет Robinson R-44. Все три человека скончались на месте падения.